# Município Bocoio
Município Bocoio är en kommun i Angola.   Den ligger i provinsen Benguela, i den västra delen av landet, 400 km söder om huvudstaden Luanda.
Omgivningarna runt Município Bocoio är huvudsakligen savann. Runt Município Bocoio är det ganska glesbefolkat, med 24 invånare per kvadratkilometer.